# Le Dernier Combat des Gueules bleues
Pour plus de détails, voir Fiche technique et Distribution.
Le Dernier Combat des Gueules bleues est un documentaire français réalisé par Nicolas Jallot, sorti en 2024. Ce film explore l'histoire des ardoisiers-mineurs et leur lutte pour la reconnaissance de leur maladie professionnelle, la silicose.

## Contexte
L'industrie ardoisière a longtemps été un secteur important dans l'ouest de la France, en particulier en Anjou. Les ardoisiers-mineurs ont travaillé dans des conditions extrêmes, souvent exposés à des risques graves pour leur santé. La maladie des mineurs, également connue sous le nom de silicose, est une maladie pulmonaire causée par l'inhalation de poussières de silice cristalline. Cette maladie a longtemps été un problème dans l'industrie minière, notamment en raison de la manque de prévention et de protection des travailleurs.

## Synopsis
Le Dernier Combat des Gueules bleues suit l'histoire des derniers ardoisiers-mineurs et leur combat pour la reconnaissance de leur maladie professionnelle. Le film explore les conditions de travail difficiles et les risques pour la santé que ces travailleurs ont encourus. Il montre également comment les ardoisiers-mineurs ont lutté pour obtenir des indemnisations et des soins médicaux pour leurs blessures professionnelles.

## Réception
Le Dernier Combat des Gueules Bleues a reçu des critiques positives pour son approche émouvante et éducatrice de l'histoire des ardoisiers-mineurs[réf. nécessaire]. Le film a également souligné l'importance de la prévention et de la protection des travailleurs dans l'industrie minière[réf. nécessaire].